# Atarnes
Atarnes is een geslacht van vlinders van de familie dikkopjes (Hesperiidae), uit de onderfamilie Pyrginae.

## Soorten
- A. hierax (Hopffer, 1874)
- A. sallei (Felder & Felder, 1867)